# Lammassaaret (ö i Egentliga Tavastland)
Lammassaaret är en ö i Finland. Den ligger i sjön Hauhonselkä och i kommunen Tavastehus i den ekonomiska regionen  Tavastehus ekonomiska region  och landskapet Egentliga Tavastland, i den södra delen av landet, 110 km norr om huvudstaden Helsingfors. Öns area är 3,5 hektar och dess största längd är 210 meter i sydväst-nordöstlig riktning.  Notera att namnet antyder att det är fråga om flera öar.